# 물결표

물결표(~)는 기간이나 범위를 나타내거나 다른 말이 덧붙을 수 있음을 나타낼 때 주로 쓰이는 문장부호이다.

## 일반
- 기간이나 거리 또는 범위를 나타낸다. 보통 ‘A~B’는 ‘A에서 B까지’로 해석된다. (동아시아권에서 주로 사용된다.)
  - 예) 15일~25일, 서울~부산 정도, 10~50쪽
- 다른 말이 덧붙을 수 있음을 나타낸다.
- 물결표는 앞말과 뒷말에 붙여 쓴다.
- 한국에서는 대중적으로 (특히 인터넷상에서) 말을 길게 발음한다는 것을 나타내는 장음(長音) 표기를 위해 사용되기도 한다. 국립국어원에서는 이를 표준으로 인정하지 않고 있다.[1] 일본어와 중국어에서도 동일한 사용이 있다.

## 수학
- 수학에서는 다음과 같이 문맥에 따라 다르게 서술된다.
  - 동치 관계
  - 부정
  - 근삿값

{\displaystyle n!\sim {\sqrt {2\pi n}}(n/e)^{n}} (스털링 근사)
- 통계학에서는 어떤 확률분포를 따른다는 뜻이다.

{\displaystyle X\sim N(\mu ,\sigma ^{2})} ({\displaystyle X}는 평균 {\displaystyle \mu }, 분산 {\displaystyle \sigma ^{2}}인 정규분포를 따른다.)

## 컴퓨터
- 유닉스 계열 운영 체제에서는 물결표는 홈 디렉터리를 나타내는 문자로 사용된다 ( "~"별도로 자신의 홈 디렉터리 "~ 아이디"사용자의 홈 디렉터리). 또한 URL에서는 흔히 사용자별 홈 디렉터리를 나타하는 기호로 사용된다 (예 : http://www.example.com/~username/%5B깨진+링크(과거+내용+찾기)%5D).
- C언어 등에서는 부정(NOT)을 뜻하는 단항 연산자로 정의된다.
- C++에서는 클래스 이름의 머리에 붙이기 위한 소멸자를 대표한다.
- 펄(Perl)에서는 정규식과 일치시키는 연산자(=~)와 그에 대한 부정 연산자(!~)가 제공된다.

## 발음 기호

### 국제 음성 기호의 사용 의미
국제 음성 기호는 비음화의 의미가 있다. [ṽ],[ã] 등이 이에 해당한다.

### 틸드 타자법
틸드를 타자하는 방법은 &#771; ( ̃ ) 을 치고 나서 틸드 앞에 문자를 쓰면 된다. 또한 ㅊ̃, Æ̃,ウ̃,ㅩ̃ 등 다른 문자 체계나 이미 발음 구별 기호가 있는 경우에도 사용할 수 있다.
틸드 타자법으로 Ã를 쳤을 때와 직접 문자를 쳐서 Ã를 쳤을 때의 유니코드는 다르다. 위의 틸드 타자법으로 Ã를 치면 유니코드가 &#65;&#771;가 되지만 (2개 문자), 직접 문자를 쳐서 Ã를 치면 유니코드가 &#195;가 된다. (1개 문자)
따라서 위의 틸드 타자법처럼 친다면 문자의 모양은 되지만 거의 모든 검색 사이트가 틸드 타자법으로 친 경우와 직접 문자를 쳐서 친 경우를 구분한다.

### 이를 발음 구별 기호로 사용하는 문자 및 유니코드
| 소문자 | 유니코드 | 대문자 | 유니코드 |
| ------ | -------- | ------ | -------- |
| ã      | &#195;   | Ã      | &#227;   |
| ẽ      | &#7869;  | Ẽ      | &#7868;  |
| ĩ      | &#297;   | Ĩ      | &#296;   |
| ñ      | &#241;   | Ñ      | &#209;   |
| õ      | &#245;   | Õ      | &#213;   |
| ũ      | &#361;   | Ũ      | &#360;   |
| ṽ      | &#7805;  | Ṽ      | &#7804;  |
| ỹ      | &#7929;  | Ỹ      | &#7928;  |

## 같이 보기
- 이음표
- 물결줄표